# ブラジル空軍
ブラジル空軍（ブラジルくうぐん、ポルトガル語: Força Aérea Brasileira、略称FAB）はブラジルの空軍組織。

## 歴史
ブラジル国籍を持つ国民によって構成される国民軍として主に20世紀中頃から近代化された空軍を保有している。多民族国家である特徴を活かし、日系ブラジル人のパイロットも在籍している。冷戦時代は親西側国コロンビアと並ぶほど多くの西側製兵器を導入し、南米大陸から大西洋にかけての広大な防空識別圏を守り抜いた。次期主力戦闘機としてグリペンNGを導入する予定。

## 組織
2019年時点で現役兵約6万7,500人が所属。
各種機関
- 空軍本部　（Comandoda Aeronautica、COMAer）　1999年、空軍省から改組し国防省の隷属となる。空軍総司令官は大将（四つ星将軍）でブラジル連邦共和国大統領の指名を受けて就任する。
  - 空軍航空作戦総司令部　（Comando-Geral de Operacoes Aereas、COMGAR）　司令部所在地：ブラジリア
  - 空軍支援総司令部　（Comando-Geral de Apoio、COMGAP）
  - 空軍人事総司令部　（Comando-Geral de Pessoal、COMGEP）
  - 空軍航空宇宙技術総司令部　（Comando-Geral de Tecnologia Aeroespacial、DEPED）
    - 4個航空軍　（Forcas Aereas） - 各種作戦部隊の管理運用
    - 7個領域航空集団　（Comandos Aereos Regionais、COMAR） - 航空基地などの管理運用

航空行政機関
- 航空教育局　（Departamento de Ensino da Aeronautica、DEPENS）
- 民間航空局　（Departamento de Aviacao Civil、DAC）
- 空域管制局　（Departamento de Controle do Espaco Aereo、DECEA）

各種作戦単位部隊
- 領空防衛群　（Grupo de Defesa Aerea、GDA）　防空戦闘
- 輸送群　（Grupo de Transporte、GT）　輸送および給油
- 航空群　（Grupo de Aviacao、GAv）　要撃、対地攻撃、偵察、捜索救難、ヘリコプター
- 戦闘航空群　（Grupo de Aviacao de Caca、GAvCa）　制空戦、対地攻撃
- 部隊輸送群　（Grupo de Transporte de Tropas、GTT）　輸送業務、空挺支援
- 特別飛行検査群　（Grupo Especial de Inspecao em Voo、GEIV） 検定・校正
- 特別飛行試験群　（Grupo Especial de Ensaios de Voo、GEEV）　試験飛行
- 特別輸送群　（Grupo de Transporte Especial、GTE）　VIP輸送
- 航空輸送隊　（Esquadrao de Transporte Aereo、ETA）
- 飛行教育隊　（Esquadrao de Demonstracao Aerea、EDA）　パイロット教育
- 飛行宣伝隊　（Esquadrao de Demonstracao Aerea、EDA）　アクロバット航空隊

## 基地
| 基地名                             | 州                         | 都市                               | 備考     |
| ---------------------------------- | -------------------------- | ---------------------------------- | -------- |
| ベレン空軍基地                     | パラー州                   | ベレン                             | 官民共用 |
| カノアス空軍基地                   | リオグランデ・ド・スル州   | カノアス                           |          |
| ボア・ヴィスタ空軍基地             | ロライマ州                 | ボア・ヴィスタ                     | 官民共用 |
| ブラジリア空軍基地                 |                            | ブラジリア                         | 官民共用 |
| カンポ・グランデ空軍基地           | マットグロッソ・ド・スル州 | カンポ・グランデ                   | 官民共用 |
| サンタクルス空軍基地               | リオデジャネイロ州         | リオデジャネイロ                   |          |
| ガレオン空軍基地                   | リオデジャネイロ州         | リオデジャネイロ                   |          |
| フロリアノーポリス空軍基地         | サンタカタリーナ州         | フロリアノーポリス                 |          |
| アフォンソス空軍基地               | リオデジャネイロ州         | リオデジャネイロ                   |          |
| サンタ・マリア空軍基地             | リオグランデ・ド・スル州   | サンタ・マリア                     |          |
| サルヴァドール空軍基地             | バイーア州                 | サルヴァドール                     | 官民共用 |
| サン・ガブリエウ・ダ・カショエイラ | アマゾナス州               | サン・ガブリエウ・ダ・カショエイラ | 官民共用 |
| ブラジル空軍士官学校               | サンパウロ州               | ピラスヌンガ                       |          |

他

## 装備

### 航空機
- ミラージュ2000C戦闘機 × 10機
- ミラージュ2000B戦闘機 × 2機
- F-5EM/FM戦闘機 × 49機
- F-5E戦闘機 × 6機
- A-1攻撃機 × 42機
- A-1B攻撃機 × 11機
- AT-26A攻撃機 × 11機
- AT-26攻撃機 × 20機
- A/AT-29軽攻撃機  × 64機
- AT-27軽攻撃機 × 24機
- P-95A/B哨戒機 × 19機
- P-3AM哨戒機 - 9機
- R-99A偵察機 × 5機
- エンブラエル EMB 111 × 69機
- C-99輸送機 × 7機
- R-35A偵察機 - 3機
- R-99偵察機 - 7機
- T-27練習機 - 109機
- C-130E/H輸送機 × 21機
- KC-137給油機 × 4機
- VC-1A輸送機 × 1機
- VC-96輸送機 × 2機
- C-105輸送機 × 12機
- C-99A輸送機 × 7機
- VC-97輸送機 × 17機
- VU-9多目的機 × 8機
- VU-93多目的機 × 11機
- U-42多目的機 - 22機
- KC-130H給油機　× 2機
- T-25A/B/C練習機 - 68機
- EU-93A輸送機 × 4機
- EU-93電子戦機 × 2機
- R-99B偵察機 × 3機
- U-19多目的機 × 4機
- U-7多目的機 × 9機
- UH-50汎用ヘリコプター × 28機
- CH-34輸送ヘリコプター × 8機
- VH-34汎用ヘリコプター × 1機
- UH-1H汎用ヘリコプター × 32機
- UH-60L汎用ヘリコプター × 6機
- Mi-24戦闘ヘリコプター × 12機

### ミサイル
- ピラニアAAM
- パイソンAAM
- シュペル530AAM
- R.550AAM

## 階級
| 士官                     |                                            |       |
| 空軍元帥                 | Marechal-do-ar                             | OF-10 |
| 空軍大将                 | Tenente-Brigadeiro-do-Ar                   | OF-9  |
| 空軍中将                 | Major-Brigadeiro                           | OF-8  |
| 空軍少将                 | Brigadeiro                                 | OF-7  |
| 空軍大佐                 | Coronel                                    | OF-5  |
| 空軍中佐                 | Tenente-coronel                            | OF-4  |
| 空軍少佐                 | Major                                      | OF-3  |
| 空軍大尉                 | Capitão                                    | OF-2  |
| 空軍中尉                 | Primeiro-tenente                           | OF-1A |
| 空軍少尉                 | Segundo-tenente                            | OF-1B |
| 空軍士官候補生           | Aspirante-a-oficial                        | OF-D  |
| 下士官                   |                                            |       |
| 空軍准尉                 | Subtenente                                 | OR-9  |
| 1等軍曹                  | 1ºSargento                                 | OR-7  |
| 2等軍曹                  | 2ºSargento                                 | OR-6  |
| 3等軍曹                  | 3ºSargento                                 | OR-5  |
| 兵卒                     |                                            |       |
| 空軍伍長 /空軍上等特技兵 | Cabo /Taifeiro-Mor                         | OR-3  |
| 空軍1等兵 /空軍1等特技兵 | Soldado de 1° Classe /Taifeiro de 1ºClasse | OR-2  |
| 空軍2等兵 /空軍2等特技兵 | Soldado de 2° Classe /Taifeiro de 2ºClasse | OR-1  |